# Prodoretus bombayanus
Prodoretus bombayanus är en skalbaggsart som beskrevs av Ohaus 1912. Prodoretus bombayanus ingår i släktet Prodoretus och familjen Rutelidae. Inga underarter finns listade i Catalogue of Life.